# Portsmouth (parishhuvudort)
Portsmouth är en parishhuvudort i Dominica.   Den ligger i parishen Saint John, i den nordvästra delen av landet, 30 km norr om huvudstaden Roseau. Antalet invånare är 3 633.
Terrängen runt Portsmouth är kuperad. Havet är nära Portsmouth åt nordväst. Runt Portsmouth är det ganska tätbefolkat, med 83 invånare per kvadratkilometer. Portsmouth är det största samhället i trakten. 